# Bęczyn (województwo małopolskie)
Bęczyn – wieś w Polsce, położona w województwie małopolskim, w powiecie wadowickim, w gminie Brzeźnica.
| SIMC    | Nazwa     | Rodzaj    |
| ------- | --------- | --------- |
| 0047237 | Bęczynek  | część wsi |
| 0047243 | Bugaj     | część wsi |
| 0047250 | Dół       | część wsi |
| 0047266 | Droboż    | część wsi |
| 0047272 | Góra      | część wsi |
| 0047289 | Łysa Góra | część wsi |
| 0047295 | Pole      | część wsi |

W latach 1975–1998 wieś administracyjnie należała do województwa bielskiego.